# Congregación para la Educación Católica
La Congregación para la Educación Católica (Congregatio de Studiorum Institutis) fue una congregación de la curia romana.
Fue fundada por el papa Sixto V por la Constitución Immensa del 15 de enero de 1588, bajo el nombre de Congregación para las universidades y los estudios romanos, para supervisar los estudios impartidos en las universidades de Roma y otras notables de la época como Bolonia, la Sorbona (París) o Salamanca.
La reforma de la Curia por Pío X en 1908 confirma esta misión. En 1915 recibe el nombre de «Congregatio de Seminariis et Studiorum Universitatibus».
En 1967, Pablo VI le da el nombre de «Sagrada Congregación para los Institutos de Enseñanza». Su nombre actual data de 1988 por la constitución Pastor Bonus de Juan Pablo II.
El 19 de marzo de 2022, el papa Francisco publica la constitución apostólica Praedicate Evangelium por la que la Congregación se convierte en dicasterio y se unifica con el Pontificio Consejo de la Cultura.

## Misión
Su misión estuvo definida por los párrafos 112 al 116 de la constitución apostólica Pastor Bonus. El dicasterio tuvo autoridad en tres dominios: los seminarios (con la excepción de aquellos que dependan de la Congregación para la Evangelización de los Pueblos o de la Congregación para las Iglesias Orientales), las universidades, facultades o institutos superiores católicos, y los institutos dependientes de la autoridad eclesiástica. 
El Santo Padre Benedicto XVI con la carta apostólica en forma de "Motu Proprio" Ministrorum institutio modificó la constitución apostólica Pastor bonus y traspasó la competencia sobre los seminarios de la Congregación para la educación católica a la Congregación para el Clero.
El último Prefecto de la congregación, antes la reforma de la curia romana de la Praedicate Evangelium, fue el cardenal Giuseppe Versaldi. A partir de 2008, el secretario de la congregación fue el arzobispo Angelo Vincenzo Zani. En ese momento la Congregación contaba con 34 Miembros, entre ellos 30 Eminentísimos Cardenales y 4 Excelentísimos Arzobispos. Los Consultores eran 27, mientras que el personal estaba conformado por 21 personas.

## Prefectos después de 1915
- Gaetano Bisleti (1915-1937)
- Giuseppe Pizzardo (1939-1968)
- Gabriel-Marie Garrone (1968-1980)
- William Wakefield Baum (1980-1990)
- Pio Laghi (pro-prefecto 1990-1991, prefecto 1991-1999)
- Zenon Grocholewski (1999-2015)
- Giuseppe Versaldi (2015-2022)